# Marek Paszucha
Marek Stanisław Paszucha (ur. 18 czerwca 1935 w Krakowie) – polski inżynier, sędzia i działacz koszykarski, działacz polityczny oraz dyplomata. W latach 1986–1990 wiceprezydent Krakowa, w latach 1991–1993 prezes Polskiego Związku Koszykówki, w 1993 prezes Urzędu Kultury Fizycznej i Turystyki, w latach 1996–2003 ambasador RP w Malezji i Brunei.

## Życiorys
Urodził się 18 czerwca 1935 w Krakowie, jako syn Stefana i Zofii.
Ukończył II Liceum Ogólnokształcące im. Króla Jana III Sobieskiego, gdzie zetknął się z koszykówką. W latach 1950–1965 grał w Klubie Sportowym Krowodrza, z którym zdobył Puchar Polski dla drużyn nieligowych. Już w wieku 16 lat ukończył kurs sędziowski, a w 1953 sędziował pierwszy mecz ligowy. Od 1955 był także działaczem sportowym w Krakowskim Okręgowym Związku Koszykówki. Od 1960 był sędzią międzynarodowym FIBA. W tym samym roku ukończył studia inżynierskie na Wydziale Budownictwa Wodnego Politechnice Krakowskiej, studiując m.in. u profesorów Romana Ciesielskiego i Bolesława Kordasa.
W latach 1959–1969 pracował jako główny specjalista w Miejskim Przedsiębiorstwie Wodno-Kanalizacyjnym w Krakowie. Sędziował mecze Mistrzostw Europy w Koszykówce 1969 we Włoszech.
Od 1969 do 1978 był zastępcą dyrektora w Dyrekcji Inwestycji Miejskich. W latach 1971–1973 był prezesem Krakowskiego Okręgowego Związku Koszykówki. W latach 1978–1983 zastępcą dyrektora w Zarządzie Rozbudowy Krakowa. W 1980 sędziował mecze na igrzyskach olimpijskich w Moskwie, jako czwarty polski arbiter w historii. Od 1980 był członkiem Stronnictwa Demokratycznego. W latach 1983–1986 był przewodniczącym Wojewódzkiej Komisji Planowania.
W 1984 przetłumaczył i opracował, we współpracy z Wiesławem Zychem Przepisy gry w koszykówkę, wydanie przez Polski Związek Koszykówki.
Od 1986 do 1990 był wiceprezydentem miasta Krakowa. W 1986 zasiadł także we władzach Polskiego Związku Koszykówki. W 1987 zakończył karierę jako sędzia koszykarski, by w latach 1987–1996 być członkiem komisji egzaminacyjnych FIBA na sędziów międzynarodowych, a do 2005 także komisarzem technicznym organizacji. W latach 1990–1992 był wiceprezesem, a w 1993 prezesem Urzędu Kultury Fizycznej i Turystyki, w randze ministra. Na stanowisku zastąpił go Stanisław Stefan Paszczyk. W latach 1991–1993 był prezesem Polskiego Związku Koszykówki. W latach 1994–1995 był prezesem Krakowskiego Centrum Komunikacyjnego.
27 lutego 1996 rozpoczął urzędowanie jako ambasador Polski w Malezji. 13 maja 1997 został pierwszym ambasadorem Polski w Brunei. Od 2001 był dziekanem korpusu dyplomatycznego w Kuala Lumpur. Pozostał na stanowiskach do 2003.
W 2003 został wiceprzewodniczącym Agencji Rozwoju Miasta Krakowa. W 2004 został uhonorowany przez króla Malezji Tuanku Syeda Sirajuddina Orderem Korony Malezji, z czym wiąże się tytuł honorowy Tan Sri. Był pierwszym niemuzułmańskim ambasadorem odznaczonym tym orderem. W latach 2004–2006 pracował w Urzędzie Marszałkowskim Województwa Małopolskiego.
W 2005, obok Ludwika Miętty-Mikołajewicza, Bohdana Przywarskiego, Janusza Wichowskiego oraz Alojzego Chmiela, został jednym z honorowych członków Polskiego Związku Koszykówki. Został także wyróżniony tytułem „Zasłużony dla polskiej koszykówki.
Zasiadał w Radzie Towarzystwa Sportowego Wisła Kraków. Był stałym współpracownikiem Katedry Turystyki Instytutu Przedsiębiorczości Uniwersytetu Jagiellońskiego.
W 2014 został przyjęty w poczet grona „Złotych Wychowanków” Politechniki Krakowskiej. W 2017, z okazji dziewięćdziesięciolecia Krakowskiego Okręgowego Związku Koszykowki, otrzymał Odznakę Honorową Województwa Małopolskiego – Krzyż Małopolski.
Został odznaczony Krzyżem Kawalerskim oraz Krzyżem Oficerskim Orderu Odrodzenia Polski.